# ブルンタール - マラー・モラーフカ線
ブルンタール - マラー・モラーフカ線（チェコ語: Železniční trať Bruntál – Malá Morávka）は、MBMレール社の鉄道線の名称である。路線番号は312。
現在、MBMレール社により運行されている。

## 歴史[1]
- 1901年（明治34年）5月31日：帝立王立国有鉄道により開業。
- 1923年（大正12年）1月1日：チェコスロバキア独立により、チェコスロバキア国鉄に移管される。
- 1938年（昭和13年）10月7日：ドイツ帝国鉄道会社に移管される。
- 1945年（昭和20年）5月9日：再び、チェコスロバキア国鉄の路線となる。
- 1993年（平成5年）1月1日：チェコ・スロバキア分裂に伴い、チェコ鉄道に移管される。
- 2003年（平成15年）1月1日：上下分離を行い、鉄道施設を鉄道建設管理公団に移管。
- 2005年（平成17年）12月11日：旅客輸送が臨時列車のみになる。
- 2010年（平成17年）12月12日：一旦、運行休止。
- 現在旅客列車は、季節列車のみ運行している。

## 運行形態[2]
夏季の土曜・休日のみ、一日5往復の運行。

## 駅一覧
以下では、チェコ国鉄312号線の駅と営業キロ、停車列車、接続路線などを一覧表で示す。なお、全て各駅停車である。
| 路線名 | 駅名                               | 駅間営業キロ | 累計営業キロ | 接続路線                                | 所在地                 | 所在地         |
| ------ | ---------------------------------- | ------------ | ------------ | --------------------------------------- | ---------------------- | -------------- |
| 313    | ブルンタール駅                     | -            | 0.0          | 310号線（オパヴァ方面、オロモウツ方面） | モラヴィア・スレスコ州 | ブルンタール郡 |
| 313    | ルドナー・ポド・プラヂェデム駅     | 8.4          | 8.4          |                                         | モラヴィア・スレスコ州 | ブルンタール郡 |
| 313    | スヴェトラー・ホラ駅               | 1.2          | 9.6          |                                         | モラヴィア・スレスコ州 | ブルンタール郡 |
| 313    | ルドナー・ポド・プラヂェデム停留所 | 5.0          | 14.6         |                                         | モラヴィア・スレスコ州 | ブルンタール郡 |
| 313    | マラー・モラフカ駅                 | 2.5          | 17.1         |                                         | モラヴィア・スレスコ州 | ブルンタール郡 |